# لنسی‌سارت
لَنْسی‌سارِت (به فنلاندی: Länsisaaret) یک منطقهٔ مسکونی در فنلاند است که در هلسینکی واقع شده‌است.